# Haltern (Horstmar)
Haltern ist eine Bauerschaft der Stadt Horstmar im Kreis Steinfurt im Nordwesten von Nordrhein-Westfalen bei Münster.

## Geografie und Verkehrsanbindung
Der Ort liegt nordwestlich des Kernortes Horstmar an der Landesstraße L 570. Die B 70 verläuft nördlich. Südlich erhebt sich der 158 Meter hohe Schöppinger Berg.

## Kultur und Sehenswürdigkeiten
In der Liste der Baudenkmäler in Horstmar sind für Haltern drei Baudenkmäler aufgeführt.